# Caldas Novas
| \| Caldas Novas \|      |
| Lage der Stadt in Goiás |
| Caldas Novas            |

| Caldas Novas |

Caldas Novas, amtlich portugiesisch Município de Caldas Novas, ist eine Gemeindebezirk und Stadt in Brasilien im Süden des Bundesstaates Goiás. Die Bevölkerung wurde 2021 auf 95.183 geschätzt, etwa 25.000 Menschen mehr als dort 2010 lebten. Die Stadt ist landesweit bekannt durch ihre Thermalquellen, die zu Bädern und Vergnügungsparks ausgebaut wurden. Die Hauptquelle entspringt bei Temperaturen um ca. 58 °C im Stadtgebiet in der „Lagoa Quente de Caldas Novas“. Ein wesentlicher Wirtschaftszweig der Stadt ist der stetig wachsende Tourismus, der im letzten Jahrzehnt zahlreiche Hotels, Clubs und Bars entstehen ließ.

## Geographische Lage
Die Stadt liegt auf 686 Metern Höhe und 172 km in südlicher Richtung von Goiânia entfernt. Die mittlere Jahrestemperatur beträgt 21 °C.

## Geschichte
Die Region wurde erstmals im Jahr 1722 durch Bartolomeu Bueno da Silva erforscht und gehörte zum Kapitanat São Paulo in einer Zeit, als Brasilien noch portugiesische Kolonie war. Ursprünglich gehörte das Gebiet zum etwas weiter nördlich gelegenen Santa Cruz de Goiás. Die ersten Siedler erkannten bald, dass die heißen Quellen von hohem therapeutischem Wert sein könnten. 1777 gründete Martinho Coelho Siqueira eine feste Siedlung zur Erschließung und weiteren Untersuchung der Region. Er entdeckte weitere Thermalquellen am Ufer des Rio Pirapetinga und des Corrego Lavras, die von nun an Caldas Novas, „neue heiße Quellen“, bezeichnet wurden.
In der Folgezeit führte sein Sohn Antônio Coelho de Siqueira die Verwaltung der Fazenda das Caldas (Fazenda port.: landwirtschaftliches Anwesen) weiter. Im Jahre 1818 erhielt er Besuch von Augusto de Saint Hilaire, des damaligen Gouverneurs von Goias, und des Generals Fernando Delgado Leite de Castilho, die im Thermalwasser der Fazenda ihre Rheumaleiden kurierten. Infolgedessen gelangten die Thermalquellen zu einer größeren Bekanntheit. Im Jahre 1838 bat der den Direktor der medizinischen Fakultät in Rio de Janeiro, Dr. Vicente Moretti Foggia, um eine Untersuchung des therapeutischen Nutzens des Thermalwassers.
Nach dem Tod Antônio Coelhos im Jahre 1848 wurden die Fazenda das Caldas mit all ihren Quellen an Domingos José Ribeiro verkauft, der am 27. Januar 1850 einen Teil der Fazenda zum Bau der Kirche Igreja de Nossa Senhora do Desterro schenkte. Senhora do Desterro wurde zur Schutzheiligen der Stadt. Die Siedlung um die Kirche wurde ab 1853 zu einer Gemeinde erhoben und José Olinta da Silva trat als erster Pfarrer der Gemeinde sein Amt an. Er ersetzte 1857 die Namensgebung der Schutzpatronin in Nossa Senhora das Dores de Caldas Novas.
In der Folgezeit wurde die Gemeinde kontinuierlich ausgebaut bis im Jahre 1880 der Offizier Cândido Gonzaga de Menezes Caldas Novas von Santa Cruz abspaltete und die Nachbargemeinde Vila Bela de Morrinhos mit Caldas Novas zusammenschloss. Offiziell wurde Caldas Novas am 5. Juli 1911 zum município (Selbstverwaltungsgemeinde) und am 21. Oktober 1911 zur Kategorie Vila (Verwaltungseinheit) erhoben. Schließlich erhielt Caldas Novas die Stadtrechte am 21. Juli 1923.

## Wirtschaft
Im Jahre 2005 war der Umrechnungskurs des Reals gegenüber dem Euro stark gestiegen und lag im Januar 2005 bei 3,6 BRL/EUR und im Januar 2006 bei 2,8 BRL/EUR.
Angaben aus 2005 in tausend BRL:
- Agrarprodukte -  24.857
- Industrie -   185.925
- Dienstleistungen -  262.189
- Steuern -   32.492
- PIB -   505.463

landwirtschaftliche Nutzfläche: 79.324 Hektar
- permanente Saatfläche 114 Hektar
- temporäre Saatfläche 17.634 Hektar
- natürliche Weidefläche 40.770 Hektar
- naturbelassene Waldfläche 16.851 Hektar

Landwirtschaftsprodukte (Angaben 2006 in ha)
- Bananenanbau   20
- Kokos    10
- Orange   200
- Limone   15
- Baumwolle   120
- Reis ges.    4200
- Getreide   3600
- Soja    15.600
- Hirse    1200

Quelle: IBGE